# تونتو شاريتي ديكاه
تونتو شاريتي ديكاه (بالإنجليزية: Tonto Dikeh)‏ من مواليد 9 يونيو 1985 هي نيجيرية الأصل، ممثلة، مغنية وناشطة في مجال حقوق الانسان.

## الأفلام والتلفزيون
ظهرت في فيلم بعنوان «سر قذر»، والذي أثار جدلا بين النيجيريين وانتقد البعض لاحتوائه مشاهد للكبار، إباحية. وانتقد آخرون دورها مدعين أنه لا يمثل إفريقيا أو نيجيريا، في حين ذكر آخرون أن أداءها لم يكن محترفا.

## المشوار المهني الموسيقي
سيرتها الموسيقية بعد نجاحها في التمثيل، قررت ديكاه التفرغ للموسيقى. فظهرت في فيديو موسيقي لشركة «إستثمارات أماكو»، إلى جانب patience Ozokwor.
وقدمت موسيقاها للجمهور لأول مرة عند إصدارها لأغنيتي «مرحبا» "Hi" و«إنها أوفا»، "Itz Ova"، والتي شاركها فيها (سينبا).
في 13 يونيو 2014، وقعت عقدا مع المغني النيجيري دابان في سجلات DB Records. ثم أعلنت ديكاه في مارس 2015 عن مغادرتها سجلات DB.

## وصلات خارجية
- تونتو شاريتي ديكاه على موقع IMDb (الإنجليزية)